# Gustav Landauer
Gustav Landauer (Karlsruhe, 7 de abril de 1870 - Múnich, 2 de mayo de 1919) fue un teórico anarquista, escritor, traductor y filósofo judeoalemán.

## Biografía
Nació en Alemania el 7 de abril de 1870, en una familia judía pequeño burguesa. Landauer era el segundo hijo de un zapatero judío de Karlsruhe, donde comenzó sus estudios, que abarcaron filosofía, lengua alemana e historia del arte en Heidelberg, Estrasburgo, y Berlín. En 1893 tuvo que abandonar sus estudios y trabajó como periodista independiente y orador.
Inicialmente socialista independiente y parte de la oposición de izquierda a la socialdemocracia, fue cambiando sus posiciones ideológicas hacia el anarquismo. Fue redactor del periódico Der Sozialist, que se publicó entre los años 1891-1899 y 1909-1915. Además fue conocido por sus traducciones de la obra de Shakespeare al alemán. Su segunda esposa, Hedwig Lachmann, una traductora, lo ayudó a traducir varias obras al alemán como las de Oscar Wilde y Walt Whitman.

### Periodismo y activismo
En 1892, habiendo estudiado en las universidades de Heidelberg y Berlín, Landauer reunió en Berlín un grupo de disidentes marxistas llamado Die Jungen (del que Rudolf Rocker era también miembro), y que había sido expulsado el año anterior del partido socialdemócrata alemán. Asumiendo el papel de editor de la revista semanal del grupo, Der Sozialist (El Socialista), desarrolló una crítica anticentralista y antiautoritaria contra el marxismo en la línea de Bakunin y Kropotkin, llamando a la sustitución del Estado por medio de una federación de comunidades libres. En 1893 era uno de los disidentes -Rosa Luxemburg era otra- excluidos del congreso de la Segunda Internacional de Zúrich. Landauer fue de nuevo expulsado -junto a Errico Malatesta, Ferdinand Niewenhieus, y otros delegados anarquistas del Congreso de Londres de 1896, la última vez que los anarquistas intentaron la entrada en las sesiones de la Internacional Socialista. En su Incitación al socialismo publicada en 1911, Landauer llegaba a llamar al marxismo "la plaga de nuestra era y la maldición del movimiento socialista".

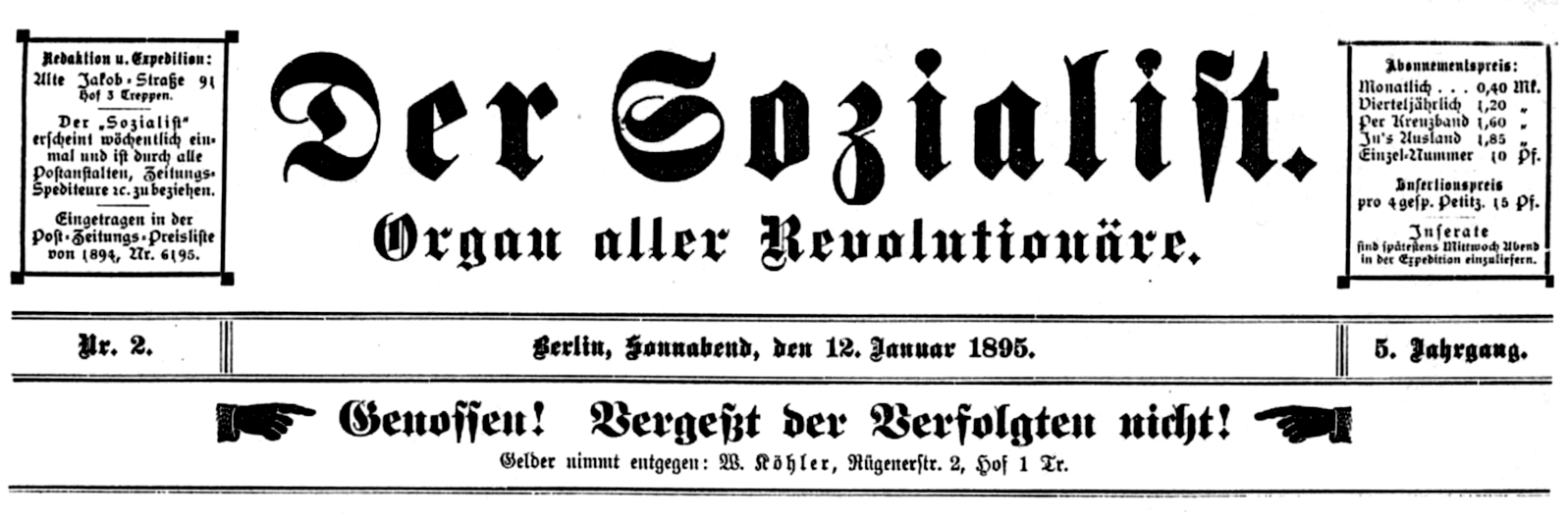
Tapa de Der Sozialist

En 1893, después del Congreso de Zúrich, Landauer publica su novela Der Todesprediger (El predicador de la muerte), pero sus actividades literarias fueron interrumpidas por una estancia en prisión por diseminar "materiales sediciosos" en Der Sozialist, cuya publicación fue temporalmente suspendida. Aunque fue enviado a la cárcel en otras ocasiones -una por criticar al jefe de policía de Berlín- continuó publicando Der Sozialist hasta el fin de la década, haciendo una revista de alta calidad intelectual pero de limitado valor para la agitación. Su creciente orientación teórica y filosófica le impedían ganar audiencia en la clase obrera. La revista resultaba cada vez más atractiva para intelectuales y profesionales, pero no a los trabajadores industriales y campesinos. Ello provocó discusiones con los trabajadores miembros del grupo redaccional, que objetaban que la revista estaba perdiendo su efectividad como instrumento de propaganda anarquista. Landauer intentó cambiar su línea sin conseguirlo suficientemente y en 1899 se cierra la publicación.

### Liga Socialista
En 1908 fundó el Socialistiche bund (Liga Socialista), que se componía de poco más de una decena de colectivos federados con el fin de establecer comunidades autónomas para llevar el anarquismo a la práctica. El mensaje central de Landauer consistía en denunciar la sociedad centralizada coercitiva y burocrática.
Su Liga Socialista, era el intento de comenzar una alternativa social de este tipo, formada de conjuntos naturales y voluntarios (grupo de afinidad). Al mismo tiempo, la Liga Socialista ofrecía una alternativa libertaria frente al partido socialdemócrata. En 1911 tenía no menos de veinte grupos en Berlín, Zúrich y otras ciudades alemanas y suizas, y hasta una en París.

### República de Baviera
Durante los años anteriores a la Primera Guerra Mundial, Landauer era una figura familiar en los círculos intelectuales y artísticos alemanes. Luego de la derrota alemana en la Primera Guerra Mundial participó de la República de los Consejos de Baviera como comisario de educación. 
Cuando estalló la revolución en Baviera el 7 de noviembre de 1918 Landauer fue convocado a Múnich por su amigo Kurt Eisner, presidente socialista de la nueva república bávara. Landauer, sin embargo, no se convirtió en miembro del gobierno de Eisner como se ha dicho a veces. Junto a sus compañeros Erich Mühsam y Ernst Toller, jugó un papel central en el movimiento de organización de consejos de obreros, campesinos, soldados y marinos para empezar la clase de sociedad federal por la que tanto había abogado. Trabajó con Mühsam en el Consejo Revolucionario de Trabajadores y en el Consejo Central de Trabajadores de Baviera. Durante estos acontecimientos se opuso a las pretensiones socialistas, revolucionarias o parlamentarias, de cualquier control del Estado sobre la industria y agricultura, lo que lo llevó a diferir con Mühsam.
Luego del asesinato de Eisner (cuya muerte se añadía a las de Rosa Luxemburgo y Karl Liebknecht en Berlín), Landauer fue nombrado comisario de educación en un nuevo consejo de la república proclamado en Múnich el 7 de abril de 1919, a sus 45 años. Pero su trabajo solo duró una semana, colapsado por la toma del poder por los comunistas, su programa de una educación libertaria para ciudadanos de todas las edades adultos y niños, jamás fue puesto en práctica.
El 1 de mayo de 1919, el ministro de defensa de Berlín envió unidades para acabar con la revolución bávara, y al día siguiente Landauer fue arrestado. En el patio de la prisión un oficial lo golpeó, y ello fue la señal para una salvaje golpiza. Atacado por los soldados, Landauer fue golpeado con porras y culatas, pateado y pisoteado, asesinado brutalmente por los soldados el 2 de mayo de 1919. Su cuerpo fue desnudado y tirado en la lavandería.
El soldado que mató a Landauer fue exonerado tras declarar que él meramente "cumplía órdenes". El oficial que golpeó a Landauer fue multado con 500 marcos. Otro oficial estuvo cinco semanas arrestado, pero no por asesinar a Landauer, sino por robarle el reloj. El oficial en jefe jamás fue llevado a juicio. Un monumento a Landauer, erigido por la Unión Anarcosindicalista fue tumbado por los nazis después de la subida de Hitler al poder.

## Ideología
Su elaboración e interpretación del anarquismo, como filosofía política y como teoría de la revolución, tenía ribetes muy singulares. Pregonaba el colectivismo, veía al socialismo como una necesidad y una posibilidad, sin depender de la evolución de las fuerzas productivas, como proponía la socialdemocracia marxista: Landauer sostenía que el motor de la historia no era la lucha de clases sino la voluntad de poder, de forma muy cercana a las ideas de Rudolf Rocker. También reivindicaba las costumbres y el espíritu de la comuna cristiana medieval, como Kropotkin y William Morris, Landauer admiraba la vida comunal descentralizada de la Edad Media "una totalidad de unidades independientes", "una sociedad de sociedades". También estaba influenciado por el Garden City Movement de Geddes y el Arts And Crafts Movement de Ruskin. Sostenía además que el anarquismo para ser legítimo debía ser pacifista. Fue también un estudioso del misticismo.
En su pensamiento filosófico se encuentran influencias de Spinoza, Ibsen, Nietzsche, Johann Wolfgang von Goethe, León Tolstói, Johann Gottlieb Fichte, además de los clásicos del anarquismo europeo (Proudhon, Bakunin, Kropotkin). La obra de Landauer, a su vez, influenció profundamente el pensamiento de Martin Buber, autor de Caminos de utopía. 

### Descripción
En un principio Landauer adhería al anarquismo revolucionario de Bakunin y Kropotkin. De Bakunin señalaba; "lo he querido y admirado desde el mismo día que lo conocí". En 1901 editaba con Max Nettlau una colección en alemán de los escritos de Bakunin. En los siguientes años traducía, además, varios de los más importantes libros de Kropotkin. Pero desde finales de siglo cae cada vez más bajo la influencia de Tolstoi, y especialmente de Proudhon al que consideraba "el más grande socialista de todos". En la formación de su filosofía influía fuertemente el  mutualismo de Proudhon, adoptando la noción de un banco mutualista capaz de conceder créditos accesibles a los pequeños productores, así como facilitar el honesto intercambio de sus productos. Cada vez más insistía en la revolución social pacífica y en la importancia de una educación libertaria, especialmente como la desarrollada por Francisco Ferrer Guardia y su movimiento de la Escuela Moderna. En aquellos momentos Landauer ya había abandonado sus ataques frontales al orden establecido, hablaba cada vez menos de lucha de clases, y acción directa significaba ahora la creación de cooperativas pacifistas, resistencia pasiva al Estado en vez de rebelión armada o actos de propaganda por el hecho. No rechazó totalmente la acción revolucionaria, comprendiendo las motivaciones que llevan a actuar de esa forma, no obstante, creía que lo fundamental era que hubiese una revolución espiritual junto con la individual.
Mientras permaneció fiel a las ideas de Kropotkin, lo era menos por los aspectos militantes y revolucionarios de su pensamiento que por su posición ética, su teoría de la ayuda mutua y su acento en la producción colectiva descentralizada. Mezclando los principios federalistas de Kropotkin y Proudhon, Landauer buscaba una sociedad basada en la cooperación voluntaria y la ayuda mutua, "una sociedad de intercambios igualitarios, basada en comunidades regionales, combinando industria y agricultura".
Viendo al Estado como la negación del amor y la humanidad, quería su sustitución gradual mediante comunidades voluntarias. Apelaba a los intelectuales, trabajadores y campesinos para que rechazaran el sistema estatal de coerción, mediante comunidades urbanas y rurales autoorganizadas y confederadas. El anarquismo o el socialismo para Landauer no era ya la inauguración de algo nuevo, de golpe, sino el redescubrimiento y desarrollo de algo ya presente, subyacente en la realidad (orden espontáneo), construyendo la nueva sociedad desde dentro de la vieja. Y así mismo, decía que no podía visualizarse completamente cómo sería el resultado final de esta sociedad libre puesto que es un proceso continuo de la actividad humana, "no se me ocurriría desear un resultado acabado -decía- siempre buscaré algo detrás de el final, el proceso me afecta y estoy -en fin- en él".
En torno a la dictadura revolucionaria creada en Rusia por Lenin, de la que en 1918 decía que los bolcheviques "estaban trabajando por un régimen militar que seria mucho más horrible que cualquier otro que hubiera conocido el mundo". El problema social, decía, no se puede resolver por violencia o por la captura del poder, puesto que la verdadera revolución social es la de rejuvenecimiento espiritual. Lo que se necesitaba, escribía, era "un renacimiento del espíritu humano". La transformación fundamental de la sociedad solo puede ocurrir cuando "estamos llevados por el espíritu, no de la revolución, sino de la regeneración". Como escribió en su más famoso y citado pasaje, "el estado es una condición, una cierta relación entre seres humanos, una forma de conducta humana; lo destruimos formando otras relaciones, comportándonos de forma diferente".

## Obras
- 1893: Der Todesprediger, novela  (en PDF)] (en alemán).
- 1901: Anarchistische Gedanken über Anarchismus, ensayo (texto electrónico) Archivado el 15 de octubre de 2011 en Wayback Machine. (en alemán).
- 1903: Macht und Mächte, relato.
- 1903: Skepsis und Mystik (trad. "Escepticismo y mística", editada por Herder)
- 1907: Die Revolution (trad. La revolución, editada por Tusquets)
- 1911: Aufruf zum Sozialismus  (trad. Incitación al socialismo (texto electrónico))